# Sezione elettorale
La sezione elettorale è ciascuna delle circoscrizioni in cui è suddiviso il territorio di ogni comune italiano ai fini dell'organizzazione delle operazioni elettorali. Le sezioni elettorali di ciascun comune sono identificate da un numero progressivo.

## Definizione delle sezioni elettorali
Ogni cittadino italiano maggiorenne viene iscritto di regola nelle liste degli elettori della sezione nel cui ambito territoriale è compreso il suo luogo di residenza. Gli elettori residenti all'estero sono assegnati alla sezione in cui hanno avuto l'ultima residenza oppure alla sezione in cui hanno fissato il proprio domicilio.
Il numero di iscritti in ogni sezione dev'essere compreso tra 500 e 1 200; in caso di particolari condizioni di distanza, viabilità o altre difficoltà di natura logistica, è possibile derogare a questa disposizione costituendo una o più sezioni ulteriori con un numero di elettori iscritti non inferiore a 50. Sulla tessera elettorale personale è riportato il numero della sezione in cui l'elettore è iscritto.
La definizione delle sezioni elettorali compete ai singoli comuni nei limiti dei vincoli fissati dalla legge e dalle prescrizioni del Ministero dell'Interno.

## L'ufficio elettorale di sezione
In occasione delle consultazioni elettorali o referendarie pubbliche, per ogni sezione elettorale viene appositamente istituito un seggio elettorale denominato «ufficio elettorale di sezione», a cui compete direttamente la gestione delle operazioni di voto e di scrutinio; generalmente i seggi vengono allestiti all'interno degli edifici scolastici. In ogni ufficio elettorale di sezione prestano servizio un presidente (nominato dal presidente della corte d'appello), un numero variabile di scrutatori (designati da un'apposita commissione comunale) e un segretario (scelto dal medesimo presidente di seggio fra gli elettori del comune): i loro compiti consistono nel sovrintendere allo svolgimento di tutte le procedure che hanno luogo nella sala della votazione, salvaguardando in particolar modo la libera espressione del voto da parte dei cittadini. Al seggio possono avere accesso, se regolarmente accreditati secondo le modalità previste dalla legge, i rappresentanti dei candidati (o dei gruppi parlamentari e dei comitati promotori in caso di referendum).
Per poter votare, l'elettore deve presentarsi di persona al seggio elettorale corrispondente alla sezione in cui è iscritto. Egli deve inoltre esibire la tessera elettorale e un documento di riconoscimento in corso di validità o scaduto da non più di tre anni.